# دولیانی
دولیانی (به ایتالیایی: Dogliani) یک کومونه در ایتالیا است که در استان کونیو واقع شده‌است.

## خصوصیات
دولیانی ۳۵٫۹ کیلومترمربع مساحت و ۴٬۸۱۰ نفر جمعیت دارد و ۳۰۰ متر بالاتر از سطح دریا واقع شده‌است.

## خواهرخوانده
شهر Jarnac خواهرخواندهٔ دولیانی هست.